# Теодосиу, Юлиан
Юлиан Теодосиу (рум. Iulian Teodosiu, р.30 сентября 1994) — румынский фехтовальщик-саблист, призёр чемпионатов мира и Европейских игр.

## Биография
Родился в 1994 году в Слобозии. В 2013 году стал серебряным призёром чемпионата мира. В 2015 году завоевал серебряную медаль Европейских игр.